# Formazioni di Superliga spagnola di pallavolo femminile 2013-2014
Formazioni delle squadre di pallavolo partecipanti alla stagione 2013-2014 del campionato di Superliga spagnola.

## Club Voleibol Alcobendas
| N° | Nome                    | Ruolo | Data di nascita   | Nazionalità sportiva |
| -- | ----------------------- | ----- | ----------------- | -------------------- |
| -  | Hugo Gotuzzo            | All   | -                 | Argentina            |
| 2  | Clara Martínez          | C     | 23 febbraio 1996  | Spagna               |
| 3  | Patricia Rodríguez      | L     | 31 gennaio 1995   | Spagna               |
| 4  | Andrea Aranzadi         | S     | 12 giugno 1997    | Spagna               |
| 5  | Carmen Unzúe            | C     | 3 gennaio 1997    | Spagna               |
| 6  | Sofía Elízaga           | S     | 5 ottobre 1995    | Spagna               |
| 7  | Blanca Fernández        | S     | 29 luglio 1997    | Spagna               |
| 8  | Mireya Delgado          | S     | 5 novembre 1991   | Spagna               |
| 10 | Ana Muller              | S/O   | 13 aprile 1995    | Spagna               |
| 11 | Alicia de Blas          | C     | 7 maggio 1995     | Spagna               |
| 12 | María Alejandra Álvarez | P     | 1º settembre 1995 | Spagna               |
| 13 | Leticia Lería           | C     | 18 marzo 1993     | Spagna               |
| 16 | Lúa Bovio               | P     | 20 febbraio 1995  | Spagna               |
| 18 | Esther Rodríguez        | S     | 2 febbraio 1982   | Spagna               |

## Club Voleibol Nuestra Señora de la Luz
| N° | Nome               | Ruolo | Data di nascita  | Nazionalità sportiva |
| -- | ------------------ | ----- | ---------------- | -------------------- |
| -  | Adolfo Gómez       | All   | -                | Spagna               |
| 1  | Beatrix Meléndez   | P     | 27 agosto 1986   | Ungheria             |
| 5  | Alba Sánchez       | S     | 9 settembre 1991 | Spagna               |
| 7  | Yohana Rodríguez   | S     | 19 gennaio 1988  | Spagna               |
| 8  | Gala Clemente      | S     | 11 aprile 1988   | Spagna               |
| 9  | Beatriz Gómez      | L     | 1º maggio 1989   | Spagna               |
| 10 | Maria Camisón      | S/O   | 8 gennaio 1982   | Spagna               |
| 11 | Maria Moreno       | C     | 11 giugno 1994   | Spagna               |
| 12 | Alba Pizarro       | S/O   | 3 aprile 1991    | Spagna               |
| 13 | María Larrakoetxea | P     | 13 febbraio 1992 | Spagna               |
| 15 | Tamara Román       | L     | 4 maggio 1993    | Spagna               |
| 17 | Flavia Dias        | C     | 25 luglio 1982   | Brasile              |
| 18 | Helen da Silva     | C     | 22 gennaio 1982  | Brasile              |

## Club Voleibol Barcelona
| N° | Nome             | Ruolo | Data di nascita   | Nazionalità sportiva |
| -- | ---------------- | ----- | ----------------- | -------------------- |
| -  | Marta Gens       | All   | -                 | Spagna               |
| 1  | Anna Newsome     | P     | 31 luglio 1997    | Spagna               |
| 2  | Nerez Sánchez    | S     | 2 giugno 1987     | Spagna               |
| 3  | Iris López       | C     | 3 febbraio 1985   | Spagna               |
| 5  | Marina Reñe      | S     | 23 settembre 1993 | Spagna               |
| 6  | Anne Espadalé    | C     | 8 gennaio 1989    | Spagna               |
| 7  | Camila Maldonado | C     | 5 marzo 1994      | Argentina            |
| 8  | Andrea Iriondo   | S     | -                 | Spagna               |
| 9  | Mireia Carmona   | P     | 17 dicembre 1990  | Spagna               |
| 10 | Laura Carmona    | L     | 12 maggio 1988    | Spagna               |
| 11 | Sara Esteban     | S     | 11 febbraio 1997  | Spagna               |
| 12 | Sofía Muller     | S     | 23 aprile 1992    | Spagna               |
| 16 | María Segura     | S     | 10 giugno 1992    | Spagna               |
| 17 | Aina Valls       | S     | -                 | Spagna               |
| -  | María Palet      | -     | 10 agosto 1995    | Spagna               |

## Club Voleibol Vall d'Hebron
| N° | Nome           | Ruolo | Data di nascita  | Nazionalità sportiva |
| -- | -------------- | ----- | ---------------- | -------------------- |
| -  | Mariano Singer | All   | -                | Spagna               |
| 1  | Lara Raspall   | S     | 29 aprile 1986   | Spagna               |
| 2  | Anna Albesa    | S/O   | 21 novembre 1986 | Spagna               |
| 3  | Lucía Bregar   | S     | 25 marzo 1994    | Argentina            |
| 4  | Irene Cabrera  | P     | 20 dicembre 1982 | Spagna               |
| 5  | Laura Aldea    | P     | 13 agosto 1992   | Spagna               |
| 7  | Mar Pérez      | C     | 7 luglio 1992    | Spagna               |
| 8  | Elena Arán     | S     | 5 dicembre 1991  | Spagna               |
| 10 | Mar Arranz     | S/O   | 15 luglio 1981   | Spagna               |
| 11 | Mabel Caro     | C     | 13 marzo 1991    | Spagna               |
| 13 | Sonia Fandos   | L     | 16 febbraio 1994 | Spagna               |
| 14 | Paula Arranz   | S     | 29 maggio 1997   | Spagna               |
| 15 | Anna Martínez  | L     | 8 ottobre 1985   | Spagna               |
| 17 | Marta García   | L     | -                | Spagna               |
| 18 | Sandrine Ebene | S/O   | 8 ottobre 1993   | Spagna               |
| -  | Micaela Mamone | C     | 24 luglio 1997   | Spagna               |
| -  | Lorena Badía   | S/O   | 25 ottobre 1995  | Spagna               |
| -  | Judith Querol  | S     | 25 gennaio 1997  | Spagna               |

## Club Voleibol Ciutadella
| N° | Nome              | Ruolo | Data di nascita   | Nazionalità sportiva |
| -- | ----------------- | ----- | ----------------- | -------------------- |
| -  | Bep Llorens       | All   | -                 | Spagna               |
| 1  | Esperanza Pons    | S     | 27 giugno 1980    | Spagna               |
| 3  | Sheila D'Amaro    | S     | 20 ottobre 1982   | Brasile              |
| 4  | Raquel Brun       | S     | 17 settembre 1993 | Spagna               |
| 7  | Ana Maldonado     | P     | 19 giugno 1994    | Spagna               |
| 8  | Danira Costa      | P     | 7 gennaio 1992    | Spagna               |
| 9  | Elisa Gener       | L     | 20 giugno 1985    | Argentina            |
| 10 | Esther Marqués    | C     | 3 giugno 1978     | Spagna               |
| 11 | Irene Cano        | C     | 23 aprile 1985    | Spagna               |
| 13 | Therese McNatt    | S/O   | 10 giugno 1979    | Stati Uniti          |
| 17 | Gracieli Do Monte | S     | 17 novembre 1990  | Brasile              |
| -  | Lourdes Llorens   | P     | 20 gennaio 1974   | Spagna               |

## Club Voleibol Haro
| N° | Nome                | Ruolo | Data di nascita   | Nazionalità sportiva      |
| -- | ------------------- | ----- | ----------------- | ------------------------- |
| -  | José Miguel Pérez   | All   | -                 | Spagna                    |
| 2  | Silvia Araco        | P     | 7 luglio 1989     | Spagna                    |
| 3  | Kelly Williamson    | S     | 16 maggio 1990    | Stati Uniti               |
| 4  | Ane Cengotitabengoa | S     | 21 settembre 1997 | Saint Vincent e Grenadine |
| 5  | María Barrasa       | P     | 14 marzo 1995     | Spagna                    |
| 7  | Eliana González     | L     | 27 gennaio 1997   | Spagna                    |
| 8  | DeeDee Harrison     | C     | 11 febbraio 1990  | Stati Uniti               |
| 9  | Rosalia Mañero      | C     | 17 luglio 1989    | Spagna                    |
| 10 | Amelia Portero      | S     | 28 maggio 1995    | Spagna                    |
| 12 | Aida Etxebarria     | S     | 23 marzo 1995     | Spagna                    |
| 15 | Aitana Ballingha    | S/O   | 25 settembre 1986 | Spagna                    |

## Club Voleibol JAV Olímpico
| N° | Nome                     | Ruolo | Data di nascita  | Nazionalità sportiva |
| -- | ------------------------ | ----- | ---------------- | -------------------- |
| -  | Sergio Camarero          | All   | -                | Spagna               |
| 1  | Isabel Guerra            | L     | 21 luglio 1993   | Spagna               |
| 2  | Rebeca Muñoz             | P     | 22 luglio 1994   | Spagna               |
| 3  | Blanca Rozas             | S     | 2 marzo 1995     | Spagna               |
| 5  | Belly-Bhella Nsunguimina | S/O   | 20 aprile 1994   | Spagna               |
| 6  | Claudia Hernández        | L     | 6 dicembre 1996  | Spagna               |
| 7  | Javiera Plasencia        | C     | 1º aprile 1997   | Cile                 |
| 8  | Diana Sánchez            | S     | 7 marzo 1977     | Spagna               |
| 9  | Saray Manzano            | S     | 29 giugno 1996   | Spagna               |
| 10 | Leticia Rodríguez        | P     | 6 maggio 1988    | Spagna               |
| 11 | Laura Santana            | S/O   | 24 gennaio 1996  | Spagna               |
| 12 | Helena Bravo             | C     | -                | Spagna               |
| 13 | Berta Vela               | S     | -                | Spagna               |
| 14 | María Jiménez            | C     | -                | Spagna               |
| 15 | Magaly Carvajal          | C     | 18 dicembre 1968 | Spagna               |
| 16 | Esther Guerrero          | S/O   | -                | Spagna               |
| 17 | Janine Sandell           | S     | 7 dicembre 1985  | Regno Unito          |
| 18 | Tatiana Becares          | S     | 18 maggio 1993   | Spagna               |
| -  | Luz Delfines             | S/O   | 17 maggio 1991   | Venezuela            |
| -  | Genesis Francesco        | P     | 6 maggio 1990    | Venezuela            |

## Vóley Murcia
| N° | Nome                | Ruolo | Data di nascita  | Nazionalità sportiva |
| -- | ------------------- | ----- | ---------------- | -------------------- |
| -  | José María Nicolas  | All   | -                | Spagna               |
| 1  | María Carmen Barón  | L     | 23 aprile 1992   | Spagna               |
| 2  | María José Martínez | P     | -                | Spagna               |
| 3  | Monika Jovanović    | S/O   | 24 maggio 1991   | Serbia               |
| 3  | Dana Knudsen        | C     | 25 aprile 1990   | Stati Uniti          |
| 4  | Erika Cano          | S     | 8 aprile 1996    | Spagna               |
| 6  | Daymaris García     | S/O   | 17 giugno 1994   | Spagna               |
| 7  | Elena Marmaneu      | S     | 13 giugno 1991   | Spagna               |
| 8  | Rocío Menarguez     | C     | 7 maggio 1996    | Spagna               |
| 10 | Beatriz Valera      | P     | 11 gennaio 1996  | Spagna               |
| 11 | Encarnación García  | C     | 4 ottobre 1979   | Spagna               |
| 12 | Morgan Broekhuis    | S/O   | 10 dicembre 1991 | Stati Uniti          |
| 13 | María Asensio       | C     | 5 gennaio 1995   | Spagna               |
| 14 | Alba Merino         | C     | -                | Spagna               |
| 15 | Nuria Bouza         | S     | 9 giugno 1989    | Spagna               |
| 16 | Paula Pérez         | S     | 16 novembre 1982 | Spagna               |

## Club Voleibol Murillo
| N° | Nome               | Ruolo | Data di nascita  | Nazionalità sportiva |
| -- | ------------------ | ----- | ---------------- | -------------------- |
| -  | Carlos Carreño     | All   | 19 aprile 1973   | Spagna               |
| 2  | Patricia Barrio    | S     | 8 marzo 1989     | Spagna               |
| 3  | Fernanda Gritzbach | C     | 10 gennaio 1984  | Brasile              |
| 4  | Miriam López       | P     | 8 agosto 1988    | Spagna               |
| 6  | Daniela da Silva   | S     | 10 maggio 1981   | Brasile              |
| 10 | Yoraxy Meleán      | P     | 1º maggio 1975   | Spagna               |
| 11 | Daysa Delgado      | C     | 6 agosto 1987    | Spagna               |
| 13 | Helia Gonzalez     | S     | 29 agosto 1985   | Spagna               |
| 14 | Noelia Sánchez     | S     | 15 febbraio 1982 | Spagna               |
| 16 | Esther Blázquez    | S     | 4 aprile 1990    | Spagna               |
| 17 | Iva Pejković       | C     | 3 luglio 1984    | Serbia               |
| 18 | Esther López       | L     | 29 novembre 1975 | Spagna               |

## Club Deportivo Iruña (pallavolo femminile)|Club Deportivo Iruña
| N° | Nome                 | Ruolo | Data di nascita  | Nazionalità sportiva |
| -- | -------------------- | ----- | ---------------- | -------------------- |
| -  | José María Rodríguez | All   | -                | Spagna               |
| 1  | Silvia Bedmar        | S     | 3 dicembre 1989  | Spagna               |
| 3  | Jaoine Esain         | S     | 22 novembre 1993 | Spagna               |
| 5  | Sandra Rojas         | L     | 7 luglio 1984    | Spagna               |
| 7  | Sandra Cegarra       | S     | 15 aprile 1986   | Spagna               |
| 8  | Sandra Stocker       | C     | 26 dicembre 1987 | Svizzera             |
| 9  | Marta Fraile         | P     | 29 ottobre 1982  | Spagna               |
| 10 | Soraya dos Santos    | S/O   | 17 luglio 1979   | Brasile              |
| 11 | Marcela Gonçalves    | P     | 1º dicembre 1987 | Brasile              |
| 12 | Carlota García       | C     | 21 febbraio 1992 | Spagna               |
| 14 | Elena Fernández      | L     | 1º febbraio 1991 | Spagna               |
| 16 | Martina Franková     | S     | 23 dicembre 1982 | Rep. Ceca            |
| 17 | Jéssica González     | C     | 22 gennaio 1987  | Spagna               |

## Club Voleibol Aguere
| N° | Nome               | Ruolo | Data di nascita   | Nazionalità sportiva |
| -- | ------------------ | ----- | ----------------- | -------------------- |
| -  | Ambrosio González  | All   | -                 | Spagna               |
| 2  | Dulce Gestoso      | S     | 29 marzo 1995     | Spagna               |
| 3  | Mihaela Chavdarova | S/O   | 20 aprile 1995    | Spagna               |
| 4  | Nira Pérez         | L     | 1º novembre 1984  | Spagna               |
| 5  | Atani Cabrera      | C     | 12 settembre 1988 | Spagna               |
| 7  | Marina Dubinina    | C     | 28 agosto 1969    | Ucraina              |
| 8  | Marina Oliva       | C     | 29 aprile 1997    | Spagna               |
| 9  | Beatriz Fagundo    | L     | 3 luglio 1992     | Spagna               |
| 10 | Viviane Cordobés   | C     | 23 agosto 1996    | Spagna               |
| 11 | Alicia Fernández   | P     | 22 giugno 1991    | Spagna               |
| 12 | Natalia Kvasnytsya | S     | 7 giugno 1978     | Ucraina              |
| 14 | Lara Palenzuela    | S/O   | 27 settembre 1998 | Spagna               |
| 15 | Romina Lamas       | P     | 29 agosto 1978    | Spagna               |
| 17 | Arkía El-Ammari    | S     | 9 ottobre 1976    | Spagna               |

## Club Voleibol Sant Cugat
| N° | Nome               | Ruolo | Data di nascita  | Nazionalità sportiva |
| -- | ------------------ | ----- | ---------------- | -------------------- |
| -  | Rafael Ruiz        | All   | -                | Spagna               |
| 1  | Carlota Santamaria | P     | 9 novembre 1979  | Spagna               |
| 3  | Marta Galcerán     | C     | 3 giugno 1981    | Spagna               |
| 4  | Silvia Vázquez     | P     | -                | Spagna               |
| 5  | Mónica Vázquez     | P     | -                | Spagna               |
| 6  | Beatriz Jiménez    | S     | 16 luglio 1983   | Spagna               |
| 7  | Julia Rodríguez    | L     | 5 gennaio 1993   | Spagna               |
| 8  | Mónica Martínez    | S     | 25 novembre 1988 | Spagna               |
| 9  | Katia Maeso        | C     | -                | Spagna               |
| 10 | Marína Martínez    | P     | 25 novembre 1988 | Spagna               |
| 11 | Daysa Delgado      | C     | 6 agosto 1987    | Spagna               |
| 12 | María Sanchis      | P     | -                | Spagna               |
| 13 | Alba Cardona       | S/O   | 16 novembre 1992 | Spagna               |
| 14 | Sara Julían        | S/O   | 3 maggio 1993    | Spagna               |
| 16 | Mireia Orozco      | S     | 9 giugno 1993    | Spagna               |
| 17 | Julia Bonet        | S     | 10 ottobre 1995  | Spagna               |
| 18 | Marína Martínez    | P     | 25 novembre 1988 | Spagna               |